# Gesetz über die Mitbestimmung der Arbeitnehmer in den Aufsichtsräten und Vorständen der Unternehmen des Bergbaus und der Eisen und Stahl erzeugenden Industrie
Das Gesetz über die Mitbestimmung der Arbeitnehmer in den Aufsichtsräten und Vorständen der Unternehmen des Bergbaus und der Eisen und Stahl erzeugenden Industrie (Montan-Mitbestimmungsgesetz) ist ein deutsches Gesetz über die Mitbestimmung der Arbeitnehmer in den Aufsichtsräten und Vorständen der Unternehmen des Bergbaus und der eisen- und stahlerzeugenden Industrie in der Rechtsform einer Aktiengesellschaft (AG) oder einer Gesellschaft mit beschränkter Haftung (GmbH) mit eigener Rechtspersönlichkeit.
Das Gesetz findet Anwendung bei mehr als 1000 Mitarbeitern in einem Unternehmen der Montanindustrie. Es zeichnet sich durch konsequente Parität zwischen Anteilseignervertretern und Arbeitnehmer- bzw. Gewerkschaftsvertretern im Aufsichtsrat und das Fehlen einer garantierten Vertretung für die leitenden Angestellten aus. Beispiele für Unternehmen, in denen das Gesetz maßgeblich ist, sind etwa die RAG AG, Salzgitter AG oder ArcelorMittal.
Das Gesetz, vom Deutschen Bundestag am 10. April 1951 in dritter Lesung verabschiedet und seit dem 7. Juni 1951 in Kraft, gilt als Meilenstein in der Geschichte der Mitbestimmung.

## Inhalt
Dieses Gesetz regelt die Zusammensetzung des Aufsichtsrates in einem Montanbetrieb. Montanbetriebe sind Gesellschaften, die sich mit der Produktion von Kohle und Stahl beschäftigen. Da an der Produktion grundsätzlich die Produktionsfaktoren Arbeit und Kapital beteiligt sind, sollte auch die Zusammensetzung des Aufsichtsrates von beiden Faktoren besetzt sein. Es liegt nahe, dass die Arbeitgeber- und Arbeitnehmerseite zu je 50 % vertreten sind. Eine solche Zusammensetzung nennt sich Vollparität (vollteilig). Bei einer Vollparität kann es zu einem Problem kommen, wenn es keine Mehrheit gibt. Eine solche Situation nennt man Pattsituation. Eine solche Situation soll aufgelöst werden durch eine neutrale Person, auf die sich Arbeitgeber- und Arbeitnehmerseite einigen müssen.
Die Entstehung des Montanmitbestimmungsgesetzes mit einer echten Parität ergab sich aus der besonderen politischen Situation unmittelbar nach dem Zweiten Weltkrieg. Während des Zweiten Weltkrieges war die Großindustrie und insbesondere die Montanindustrie aus ökonomischem Kalkül sehr am Krieg interessiert. Diese Erkenntnis führte dazu, dass in den montanmitbestimmten Aufsichtsrat eine außerbetriebliche Person benannt werden muss, die nicht bei der Gewerkschaft angestellt sein darf. Hierdurch sollte das öffentliche Interesse im Aufsichtsrat berücksichtigt werden.
Die drei Besonderheiten des Montanmitbestimmungsgesetzes sind:
1. Die echte Parität (Arbeitgeber- und Arbeitnehmerseite haben je 50 %, es gibt kein Doppelstimmrecht)
2. Eine außerbetriebliche Person auf Arbeitnehmerseite, die nicht bei der Gewerkschaft angestellt sein darf.
3. Ein „Arbeitsdirektor“ im Unternehmensvorstand, für dessen Bestellung die Stimmen der Arbeitnehmer im Aufsichtsrat notwendig sind.

Inhalt des Gesetzes:
- Erster Teil: Allgemeines
- Zweiter Teil: Aufsichtsrat
- Dritter Teil: Vorstand
- Vierter Teil: Schlussvorschriften
- Anhang EV Auszug aus dem Einigungsvertrag (EinigVtr) Anlage I Kapitel VIII Sachgebiet A Abschnitt III (BGBl. II 1990, 889, 1022) – Maßgaben für das beigetretene Gebiet (Art. 3 EinigVtr)